# Semiothisa bipartita
Semiothisa bipartita är en fjärilsart som beskrevs av Claude Herbulot 1988. Semiothisa bipartita ingår i släktet Semiothisa och familjen mätare. Inga underarter finns listade i Catalogue of Life.